# Mostafa Taha
Mostafa Taha (23 de março de 1913 - data de morte desconhecida) foi um futebolista egípcio que atuava como atacante.

## Carreira
Mostafa Taha fez parte do elenco da Seleção Egípcia de Futebol, na Copa do Mundo de 1934.